# Hans Nielsen Hauge
Hans Nielsen Hauge (ur. 3 kwietnia 1771, zm. 29 marca 1824) – norweski kaznodzieja i reformator religijny.

## Życiorys
Urodził się jako czwarte z dziesięciorga rodzeństwa w swoim rodowym gospodarstwie rodziny Hauge w Tune w pobliżu Fredrikstad w hrabstwie Østfold. Jego dzieciństwo upłynęło w biedzie i nie wyróżniało się niczym szczególnym aż do 5 kwietnia 1796 r., kiedy to przeżył chrzest Ducha na polu w pobliżu własnego gospodarstwa. W przeciągu dwóch miesięcy stworzył ruch przebudzeniowy we własnej społeczności, napisał książkę i zdecydował, aby głosić na drogach. W ciągu swojego życia napisał serię książek. Szacuje się, że 100 tys. Norwegów przeczytało przynajmniej jedną z jego książek w czasach gdy populacja liczyła mniej więcej 900 tys. piśmiennych osób. W ciągu kilku kolejnych lat, Hauge podróżował, głównie pieszo, przez większość terenów Norwegii od Tromsø na północy do Danii na południu. Prowadził niezliczone spotkania przebudzeniowe, często po nabożeństwach. Jako uzupełnienie jego religijnego dzieła oferował praktyczne porady, zachęcając do takich rzeczy jak osadnictwo w północnej Norwegii.
Prowadził charyzmatyczne spotkania i jego organizacja stała się nieformalną siatką, która stanowiła wyzwanie dla kościoła państwowego. W wyniku tego on i jego naśladowcy byli prześladowani na wiele sposobów. Na podstawie fałszywych zarzutów Hauge został kilka razy wtrącony do więzienia i w sumie spędził tam dziewięć lat (był więziony m.in. w Fredrikstad w Toldbodgaten). Mimo wszystko 'haugianie' zwiększali swój wpływ wraz z upływem czasu. Panuje ogólna zgodność co do tego, że Hauge miał znaczący wpływ na zarówno świecką jak i religijną historię Norwegii.
Niewątpliwie pobyt w więzieniu nadwątlił jego zdrowie i doprowadził do jego przedwczesnej śmierci. Po zwolnieniu z więzienia w roku 1811, zajął się rolnictwem i produkcją przemysłową w Bakkehaugen w pobliżu Christianii (obecne Oslo). Należały do niego m.in. fabryki papieru Vestfossen we Fredfoss niedaleko norweskiego Drammen. W 1815 poślubił Andreę Andersdatter, która zmarła podczas porodu dziecka. W 1817 r. ożenił się ponownie z Ingeborgą Marie Olsdatter i kupił gospodarstwo Bredtvedt. Tam umarł 29 marca 1824 r.